# アフゴーイ
アフゴーイ (ソマリ語: Afgooye, アラビア語: أفجويي) はソマリアの下部シェベリ州の南東部にある町。アフゴーイ地区の行政中心地。

## 概要
ソマリアの首都モガディシュの西方25キロメートルにある。町の中央部にシェベリ川が流れる。
2013年時点のアフゴーイの人口は約7万9千人。アフゴーイ地区全体では13万5千人。
アフゴーイの多くの住民はソマリ族であるが、ソマリ族以外も住む。
ゲレディ国のあった17世紀終わりごろからイストゥンカと呼ばれる新年祭が行われ、現在まで続いている。

## 歴史
中世、現在のアフゴーイを含むソマリア南部の多くの地域が、アジュラン国の支配下にあった。
17世紀の終わり、イブラヒム・アデールがこの町を首都とするゲレディ国を建国。
1908年、イタリアがこの地を占領し、イタリア領ソマリランドとした。イタリアはモガディシュとアフゴーイを結ぶ鉄道を建設した（後のモガディシオ・ヴィラブルッチ鉄道）。イタリア領であった1920年代、この地域ではバナナの栽培が豊富であり、すぐにソマリ料理にも取り入れられるようになった。
その後は、イギリス軍政、イタリア信託統治領ソマリアなどを経て1960年にソマリア共和国の一部となった。
1980年代、アフゴーイはペルシア湾岸諸国の投資対象となり、クウェートの首長がラマダーンを過ごすのに使われたこともあった。
1991年からソマリア内戦が始まると、首都モガディシュの多くの住民が、アフゴーイに避難をした。
2008年10月、アフゴーイ地区を洪水が遅い、多くの難民が被災した。
2008年11月、イスラーム過激組織アル・シャバブはアフゴーイの町に厳格なシャリーアを課している。
2009年8月には、ソマリア暫定政府の軍とアル・シャバブとの戦闘が報じられている。
2011年8月、首都モガディシュからイスラーム過激組織アル・シャバブが撤退し、ソマリア暫定連邦政府の支配が確定してからは、アフゴーイにいた避難民がモガディシュに移動して人口は大きく減った。
2012年5月25日、ソマリア暫定連邦政府はAMISOMの支援を受け、アル・シャバブからアフゴーイを奪還した。

## 主な出身者、住民
- アブデゥアリ・イッサ（英語版）、イタリア信託統治領ソマリア当時の首相。生誕地
- モハメド・オスマン・ジャワリ、ソマリア連邦議会の議長。生誕地。
- ムスタファ・モハメド・モアリム（英語版）、イタリア空軍学校校長。未成年時代の居住地。